# Épense
Épense és un municipi francès, situat al departament del Marne i a la regió del Gran Est. L'any 2007 tenia 98 habitants.

## Demografia

### Població
El 2007 la població de fet d'Épense era de 98 persones. Hi havia 37 famílies, de les quals 11 eren unipersonals (7 homes vivint sols i 4 dones vivint soles), 15 parelles sense fills, 7 parelles amb fills i 4 famílies monoparentals amb fills.
La població ha evolucionat segons el següent gràfic:
Habitants censats

### Habitatges
El 2007 hi havia 50 habitatges, 42 eren l'habitatge principal de la família, 4 eren segones residències i 5 estaven desocupats. Tots els 50 habitatges eren cases. Dels 42 habitatges principals, 38 estaven ocupats pels seus propietaris, 3 estaven llogats i ocupats pels llogaters i 1 estava cedit a títol gratuït; 1 tenia una cambra, 4 en tenien tres, 16 en tenien quatre i 21 en tenien cinc o més. 33 habitatges disposaven pel capbaix d'una plaça de pàrquing. A 12 habitatges hi havia un automòbil i a 24 n'hi havia dos o més.

### Piràmide de població
La piràmide de població per edats i sexe el 2009 era:
| Homes | Edats   | Dones |
| ----- | ------- | ----- |
| 0     | 95 o +  | 0     |
| 0     | 90 a 94 | 0     |
| 0     | 85 a 89 | 4     |
| 0     | 80 a 84 | 0     |
| 0     | 75 a 79 | 4     |
| 0     | 70 a 74 | 0     |
| 4     | 65 a 69 | 8     |
| 8     | 60 a 64 | 0     |
| 4     | 55 a 59 | 4     |
| 4     | 50 a 54 | 0     |
| 0     | 45 a 49 | 0     |
| 0     | 40 a 44 | 0     |
| 0     | 35 a 39 | 4     |
| 12    | 30 a 34 | 8     |
| 0     | 25 a 29 | 0     |
| 0     | 20 a 24 | 0     |
| 0     | 15 a 19 | 0     |
| 0     | 10 a 14 | 0     |
| 0     | 5 a 9   | 8     |
| 8     | 0 a 4   | 0     |

## Economia
El 2007 la població en edat de treballar era de 52 persones, 41 eren actives i 11 eren inactives. De les 41 persones actives 40 estaven ocupades (21 homes i 19 dones) i 2 estaven aturades (2 homes). De les 11 persones inactives 7 estaven jubilades, 1 estava estudiant i 3 estaven classificades com a «altres inactius».
Activitats econòmiques
Els 2 establiments que hi havia el 2007 eren d'empreses de construcció.
L'únic servei als particulars que hi havia el 2009 era un guixaire pintor.
L'any 2000 a Épense hi havia 10 explotacions agrícoles que ocupaven un total de 1.200 hectàrees.

## Poblacions més properes
El següent diagrama mostra les poblacions més properes.